# Dutrowita
La dutrowita és un mineral de la classe dels silicats que pertany al grup de la turmalina. Rep el nom en honor de Barbara L. Dutrow, professora de la Universitat Estatal de Louisiana, expresidenta de la Mineralogical Society of America i governadora del Gemological Institute of America (GIA), per la seva investigació sobre el grup de la turmalina.

## Característiques
La dutrowita és un ciclosilicat de fórmula química Na(Fe2+2.5Ti0.5)Al₆(Si₆O18)(BO₃)₃(OH)₃O, sent el primer membre del grup de la turmalina amb titani essencial. Va ser aprovada com a espècie vàlida per l'Associació Mineralògica Internacional l'any 2019, sent publicada el 2023. Cristal·litza en el sistema trigonal. Es tracta del primer membre del grup de la turmalina amb titani essencial
L'exemplar que va servir per a determinar l'espècie, el que es coneix com a material tipus, es troba conservat a les col·leccions del Museu d'Història Natural de la Universitat de Pisa (Itàlia), amb el número de catàleg: 19890.

## Formació i jaciments
Va ser descoberta a Fornovolasco, a la localitat de Vergemoli de la província de Lucca (Toscana, Itàlia), on sol trobar-se associada a l'oxidravita. Aquest indret és l'únic a tot el planeta on ha estat descrita aquesta espècie mineral.